# Turó del Mig (Sitges)
El Turó del Mig és una muntanya de 312 metres que es troba al municipi de Sitges, a la comarca del Garraf.